# Ozenay
Ozenay és un municipi francès, situat al departament de Saona i Loira i a la regió de Borgonya - Franc Comtat. L'any 2007 tenia 218 habitants.

## Demografia

### Població
El 2007 la població de fet d'Ozenay era de 218 persones. Hi havia 92 famílies, de les quals 28 eren unipersonals (8 homes vivint sols i 20 dones vivint soles), 36 parelles sense fills i 28 parelles amb fills.
La població ha evolucionat segons el següent gràfic:
Habitants censats

### Habitatges
El 2007 hi havia 172 habitatges, 98 eren l'habitatge principal de la família, 60 eren segones residències i 14 estaven desocupats. 169 eren cases i 3 eren apartaments. Dels 98 habitatges principals, 86 estaven ocupats pels seus propietaris, 7 estaven llogats i ocupats pels llogaters i 5 estaven cedits a títol gratuït; 1 tenia una cambra, 9 en tenien dues, 21 en tenien tres, 33 en tenien quatre i 34 en tenien cinc o més. 70 habitatges disposaven pel capbaix d'una plaça de pàrquing. A 39 habitatges hi havia un automòbil i a 44 n'hi havia dos o més.

### Piràmide de població
La piràmide de població per edats i sexe el 2009 era:
| Homes | Edats   | Dones |
| ----- | ------- | ----- |
| 0     | 95 o +  | 0     |
| 4     | 90 a 94 | 0     |
| 4     | 85 a 89 | 4     |
| 0     | 80 a 84 | 0     |
| 4     | 75 a 79 | 4     |
| 20    | 70 a 74 | 12    |
| 12    | 65 a 69 | 12    |
| 4     | 60 a 64 | 12    |
| 4     | 55 a 59 | 12    |
| 4     | 50 a 54 | 4     |
| 4     | 45 a 49 | 8     |
| 16    | 40 a 44 | 8     |
| 0     | 35 a 39 | 0     |
| 4     | 30 a 34 | 8     |
| 4     | 25 a 29 | 8     |
| 4     | 20 a 24 | 0     |
| 0     | 15 a 19 | 4     |
| 12    | 10 a 14 | 0     |
| 4     | 5 a 9   | 8     |
| 4     | 0 a 4   | 0     |

## Economia
El 2007 la població en edat de treballar era de 125 persones, 90 eren actives i 35 eren inactives. De les 90 persones actives 87 estaven ocupades (46 homes i 41 dones) i 3 estaven aturades (3 dones i 3 dones). De les 35 persones inactives 10 estaven jubilades, 12 estaven estudiant i 13 estaven classificades com a «altres inactius».

### Ingressos
El 2009 a Ozenay hi havia 105 unitats fiscals que integraven 239,5 persones, la mediana anual d'ingressos fiscals per persona era de 15.556 €.

### Activitats econòmiques
Dels 7 establiments que hi havia el 2007, 1 era d'una empresa alimentària, 1 d'una empresa de construcció, 2 d'empreses d'hostatgeria i restauració, 1 d'una empresa d'informació i comunicació, 1 d'una entitat de l'administració pública i 1 d'una empresa classificada com a «altres activitats de serveis».
Dels 3 establiments de servei als particulars que hi havia el 2009, 1 era una fusteria, 1 perruqueria i 1 restaurant.
L'any 2000 a Ozenay hi havia 32 explotacions agrícoles que ocupaven un total de 768 hectàrees.

## Equipaments sanitaris i escolars
El 2009 hi havia una escola elemental integrada dins d'un grup escolar amb les comunes properes formant una escola dispersa.

## Poblacions més properes
El següent diagrama mostra les poblacions més properes.